# Коронавірусна хвороба 2019 у Французькій Полінезії
Спалах коронавірусної хвороби 2019 у Французькій Полінезії — це поширення пандемії коронавірусної хвороби 2019 на територію Французької Полінезії. Перший випадок хвороби у цій заморській території Франції зареєстровано 11 березня 2020 року на острові Таїті. Станом на 24 серпня 2021 року Французька Полінезія була найбільш постраждалою країною в Океанії з точки зору співвідношення населення до загальної кількості підтверджених випадків і загальної смертності. Французька Полінезія пережила дві значні хвилі спалаху: перша з вересня 2020 року по січень 2021 року, а друга хвиля спостерігалась з липня 2021 року.

## Хронологія

### 2020
11 березня підтверджено перший випадок захворювання коронавірусною хворобою у Французькій Полінезії. Першою хворою стала Майна Саж, депутат Національної асамблеї Франції від Французької Полінезії.
Кількість зареєстрованих випадків хвороби у Французькій Полінезії зросла до трьох 13 березня.
Наступний новий випадок коронавірусної хвороби зареєстрований у швейцарського туриста, який захворів на атолі Факарава в архіпелазі Туамоту. За повідомленням телеканалу «Tahiti Nui», турист прибув до Французької Полінезії минулих вихідних. Хворого доставили на Таїті, де проведений тест підтвердив наявність коронавірусної інфекції. Того ж дня Французька Полінезія призупинила захід круїзних суден у свої порти на місяць. Уряд заморського департаменту опублікував заяву, згідно з якою судна, що прямують до Французької Полінезії, повинні бути перенаправлені до наступного міжнародного порту на їх вибір. Кораблі, які вже знаходяться в територіальних водах Французької Полінезії, направляються до Папеете для висадки пасажирів та їх репатріації. Перед заходом у порт про стан здоров'я пасажирів необхідно повідомити місцеву владу.
18 березня виявлено 3 нових випадки хвороби, а 19 березня виявлено 5 нових випадків.
20 березня від полуночі у Французькій Полінезії запроваджений суворий карантин.
З 24 березня заборонений продаж алкогольних напоїв.
27 березня 2020 року верховний комісар Франції Домінік Сорен та президент Французької Полінезії Едуар Фріч спільно повідомили, що з цього дня до 15 квітня на території Французької Полінезії введений комендантський час, який триватиме з 20:00 до 5:00 наступного дня.
19 травня урядові структури повідомили, що всі 60 випадків хвороби у Французькій Полінезії одужали, та проголосило територію вільною від COVID-19, проте закликали зберігати пильність. 21 травня жителям цієї французької території дозволено поїздки на інший острів без необхідності проходити тестування, проте для осіб, які прибувають на острови з-за меж території все ще зберігатиметься карантин на 2 тижні.
12 серпня органи влади Французької Полінезії повідомило про 77 нових випадків хвороби.
З 12 по 25 серпня органи влади Французької Полінезії запровадили низку заходів для сповільнення поширення коронавірусної хвороби (з можливістю продовження):
- Закриття дискотек та нічних клубів;
- Заборона зібрань більш ніж 50 людей на громадській автотрасі або в будь-якому громадському місці, для таких зібрань необхідно отримати попередній дозвіл Управління Верховного комісара;
- Застосування суворих карантинних правил у ресторанах та барах (відвідувачі повинні сидіти, дотримуючись мінімальної відстані 1 метр між кожним столом, а носіння маски обов'язкове для всіх під час пересування по закладу);
- Носіння масок є обов'язковим у всіх магазинах, водних таксі та поромних перевезеннях, літаках, громадському наземному транспорті, аеропортах та поромних терміналах. Вимоги будуть дотримуватися шляхом контролю та накладання санкцій. Невиконання цих вимог карається штрафом до 745,82 євро.

14 серпня органи влади повідомили про 104 нових випадки хвороби. Хворі переважно знаходились удома або у спеціальному центрі розміщення. 3 людей були госпіталізовані до лікарень, ніхто з них не госпіталізований у відділенні інтенсивної терапії, а 3 хворих були виписані з ізоляції і вважалися здоровими.
17 серпня повідомлено про 149 нових випадків COVID-19. Усі випадки були ізольованими вдома або у спеціальному центрі розміщення. 4 хворих виписані з ізоляції та вважалися здоровими. Двох хворих госпіталізували до лікарень, жодного не госпіталізували до відділень інтенсивної терапії.
19 серпня повідомлено про 170 нових випадків COVID-19. З 170 випадків 27 були звільнені з ізоляції та вважалися здоровими. 143 інші випадки, підтверджені за останні 10 днів, були ізольовані вдома чи у спеціальному центрі розміщення. Троє хворих госпіталізовані до лікарень, в тому числі один у відділення інтенсивної терапії.
21 серпня повідомлено про виявлення 236 випадків хвороби між 2 і 21 серпня 2020 року. З них 80 виписані з карантину та вважалися вилікуваними. Інші підтверджені випадки знаходились удома на самоізоляції або у спеціальному центрі проживання (28 осіб). На цей день 4 хворих госпіталізовані до лікарень з приводу COVID-19, у тому числі один у відділенні інтенсивної терапії. Серед випадків хвороби 11 зареєстровані в осіб старших 65 років. Випадки зареєстровані в міських комунах Таїті. Новий випадок виявлено в Раятеї.
24 серпня загальна кількість випадків у Французькій Полінезії, зареєстрованих з 2 серпня, досягла 310. З них 119 виписані з карантину та вважаються здоровими. Інші випадки, підтверджені протягом останніх 10 днів, знаходяться вдома на самоізоляції або у спеціальному центрі розміщення (34 особи). На цей день 7 хворих госпіталізовані до лікарень з приводу коронавірусної хвороби, у тому числі 3 у відділеннях інтенсивної терапії. Випадки зареєстровані в міських комунах Таїті. Три випадки, що пов'язані між собою, зареєстровані в Раятеа.
26 серпня загальна кількість випадків хвороби у Французькій Полінезії, зареєстрованих з 2 серпня, досягла 353. З них 140 виписані з карантину та вважаються здоровими. Інші випадки, підтверджені протягом останніх 10 днів, знаходяться вдома на самоізоляції або у спеціальному центрі розміщення (36 осіб). На цей день 9 хворих госпіталізовані до лікарень з приводу коронавірусної хвороби, у тому числі 2 у відділеннях інтенсивної терапії. Випадки зареєстровані в міських комунах Таїті, Муреа та Раятеа (2 нові випадки розслідуються).
31 серпня загальна кількість випадків хвороби у Французькій Полінезії, зареєстрованих з 2 серпня, досягла 511. З них 205 виписані з карантину та вважаються здоровими. Середній вік усіх випадків хвороби складає 36 років. Інші випадки, підтверджені протягом останніх 10 днів, знаходяться вдома на самоізоляції або у спеціальному центрі розміщення (39 осіб). На цей день 10 хворих госпіталізовані до лікарень з приводу коронавірусної хвороби, у тому числі 4 у відділеннях інтенсивної терапії. Середній вік госпіталізованих становить 52 роки. Активні випадки знаходяться в міських комунах Таїті, а також в Бора-Бора і Раятея.
2 вересня загальна кількість випадків хвороби у Французькій Полінезії, зареєстрованих з 2 серпня 2020 року, досягла 560. З них 274 були виписані з карантину та вважаються здоровими. Середній вік усіх випадків складав 36 років. Інші випадки, підтверджені протягом останніх 10 днів, знаходяться вдома на самоізоляції чи у спеціальному центрі розміщення (29 осіб). На цей день 11 хворих госпіталізовано до лікарень з приводу коронавірусної хвороби, у тому числі 4 у відділеннях інтенсивної терапії. Середній вік госпіталізованих становить 52 роки. Активні випадки знаходяться в міських комунах Таїті, а також в Бора-Бора і Раятея.
4 вересня загальна кількість випадків хвороби у Французькій Полінезії, зареєстрованих з 2 серпня 2020 року, досягла 632. З них 298 виписані з карантину та вважаються здоровими. Середній вік усіх випадків становив 36 років. Інші випадки, підтверджені протягом останніх 10 днів, знаходяться вдома на самоізоляції (313) або у спеціальному центрі розміщення (21 особа). На цей день 10 хворих госпіталізовані до лікарень з приводу коронавірусної хвороби, у тому числі 3 у відділеннях інтенсивної терапії. Середній вік госпіталізованих становить 52 роки. Активні випадки знаходяться в міських комунах Таїті, а також в Бора-Бора, Муреа і Раятея.
7 вересня загальна кількість випадків хвороби у Французькій Полінезії, зареєстрованих з 2 серпня 2020 року, досягла 711. З них 466 виписані з карантину та вважаються здоровими. Середній вік усіх випадків становив 36 років. Інші випадки, підтверджені протягом останніх 10 днів, знаходяться на самоізоляції (245), 17 хворих знаходиться у спеціальному центрі розміщення. На цей день 8 хворих госпіталізовано до лікарень з приводу коронавірусної хвороби, у тому числі 3 у відділеннях інтенсивної терапії. Середній вік госпіталізованих становить 52 роки. Активні випадки знаходяться в міських комунах Таїті (238), а також в Муреа (3), Бора-Бора (1), Хао (2) і Хуахіне (1).
Станом на 11 жовтня у Французькій Полінезії було зареєстровано 2754 випадки хвороби, з яких 633 були активними. Повідомлено про підтверджений позитивний результат тесту на коронавірус у президента Французької Полінезії Едуара Фріча, який виявлено за два дні після зустрічі з президентом Франції Емманюелем Макроном.
До кінця грудня 2020 року кількість померлих від хвороби у Французькій Полінезії досягла 68.

### 2021
1 травня острови відкрили кордони для іноземних туристів. Туристи повинні перебувати в карантині протягом 10 днів, незалежно від того, чи пройшли вони вакцинацію, або здати ПЛР-тести на 4 і 8 день перебування.
Друга хвиля зараження COVID-19 у Французькій Полінезії почалася в липні 2021 року. Станом на 24 серпня 2021 року зареєстровано 40178 підтверджених випадків і 328 смертей.
4 вересня було зареєстровано 17 смертей, що збільшило кількість смертей до 480. Понад 300 хворих померли з моменту спалаху, який почався наприкінці липня 2021 року.  Загалом 362 хворих були госпіталізовані, 46 із них перебували у відділенні інтенсивної терапії на Таїті.
17 вересня влада Французької Полінезії доправила 12 осіб до Парижа для надання медичної допомоги. Госпіталізовано 167 осіб, 50 – у реанімації. Двоє людей померли напередодні, внаслідок чого кількість померлих досягла 585.
Станом на 28 вересня Французька Полінезія повідомила про загалом 44612 випадків хвороби, а кількість смертей зросла до 617. У лікарнях перебувало 95 хворих, 24 з них — у відділенні інтенсивної терапії. Також було 53 хворих з «довгим COVID».

## Умови в'їзду та перебування у Французькій Полінезії
Французька Полінезія задтвердила умови в'їзду та перебування в країні, що застосовуються до всіх подорожуючих віком від 6 років (резидентів та нерезидентів), що прибувають повітряним транспортом. З 15 липня 2020 року карантинні заходи були скасовані, а кордони Французької Полінезії знову відкриті для міжнародного туризму з усіх країн. До всіх туристів застосовуються наступні умови:
- Для посадки на борт:
  - Пред'явлення негативного результату ПЛР-тесту на коронавірус, проведеного протягом трьох днів до їх початку рейсу;
  - Пред'явлення квитанції про реєстрацію медичного обслуговування на платформі Etis.pf (Електронна інформаційна система подорожей).[33]

- На борту повітряного судна:
  - Застосовуватиметься протокол безпеки польотів Міжнародної асоціації повітряного транспорту (в аеропортах та на борту літака);
  - Носіння маски під час польоту.

- Під час перебування на території Французької Полінезії:
  - Самоконтроль через 4 дні після прибуття на Таїті.
  - Носіння маски (з 11 років):
    - рекомендується в закритих громадських місцях та закладах;
    - обов'язкове у відкритих громадських приміщеннях, де може перебувати велика кількість людей, включаючи: магазини, водні таксі або поромні перевезення, літаки, громадський наземний транспорт, аеропорти та поромні термінали. Невиконання цих вимог карається штрафом до 745,82 євро.

  - Проведення профілактичних заходів у будь-який час і в усіх місцях.

## Вакцинація
Станом на 12 серпня 2021 року у Французькій Полінезії загалом введено 137967 доз вакцини. До 4 вересня 2021 року було повністю вакциновано 40 % населення. Усі, хто працює з людьми, також повинні були зробити щеплення від COVID-19 протягом 2 місяців.
У середині жовтня 2021 року у Французькій Полінезії пройшли мітинги проти вакцинації, включаючи Таїті. Сотні людей взяли участь у мітингу в Папеете, організованому групою «Не чіпай мою сім'ю». Ще один мітинг відбувся на острові Хіва-Оа з групи Маркізьких островів.
19 жовтня уряд Французької Полінезії відклав прийняття нового закону про обов'язковість вакцинації проти COVID-19. Відповідно до закону, будь-хто, хто працює в сфері охорони здоров'я або з людьми, повинен буде пройти щеплення або оштрафований на 1700 доларів США. Запропонований закон був зустрінутий протестами проти вакцинації по всій території. У відповідь на сильний спротив протестувальників проти вакцинації, профспілок і роботодавців президент Едуард Фріч оголосив, що новий закон не набуде чинності наступного тижня, а буде відкладено до 23 грудня. Наприкінці жовтня партія, яка виступає за незалежність Французької Полінезії «Тавіні Уіраатіра», приєдналася до щотижневих протестів проти нового закону про вакцинацію проти COVID-19.
12 грудня 2021 року уряд Французької Полінезії оголосив, що вищий суд Франції схвалив закон про вакцинацію, який набуде чинності 23 січня 2022 року.